# Carolus Henrici
Carolus Henrici, död 1600 i Tuna socken, Medelpad, var en svensk präst och stamfar för Brömssläkten från södra Norrland. Hans namn är en latinisering av det svenska Karl Henriksson. (I dagligt tal kallades präster vid denna tid med herrtitel och dopnamn enbart; i hans fall alltså ”herr Karl”.)

## Biografi

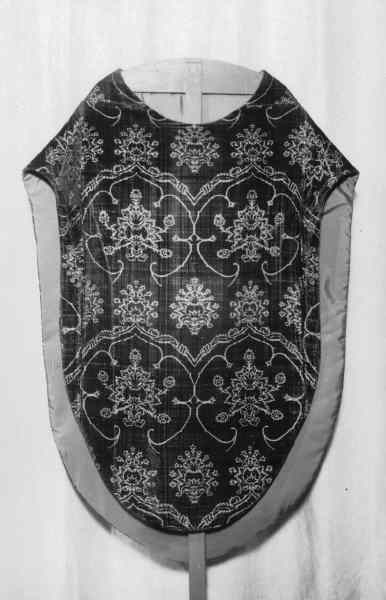
En mässhake i grön sammet, daterad till 1400-talets slut och tillhörig Tuna kyrka i Medelpad, här efter renovering 1936. Mässhaken är ett ärmlöst plagg som prästen bär vid nattvardsfirande (mässan), över alban och stolan. Denna mässhake har sannolikt Carolus Henrici själv burit vid sina högmässor. Källa: Kulturmiljöbild, Riksantikvarieämbetet, inventarienummer 4112-6.TIF. Public domain.

Bygdéns herdaminne anger inledningsvis, och utan att ge några indicier för sin tes, att herr Karl ”sannolikt [var] från Hälsingland”. Detta verkar vara en ren gissning från Bygdéns sida. Herr Karl utnämndes den 25 september 1551 till kyrkoherde i Tuna pastorat i Medelpad av kung Gustav I. Den 3 november 1568 var han en av dem som på landstinget i Njurunda socken skrev under och satte sitt sigillavtryck på prästerskapets trohetsförsäkran till Johan III efter att Erik XIV avsatts. Han utnämndes 1582 av kung Johan till landsprost i Medelpad, en befattning som han också ”tidigare synes” ha haft. Han underskrev, som andra präster i landet, Uppsala kyrkomötes beslut 1593. ”Afled 2 apr. 1600.”
Uppgiften hos Bygdén att Carolus Henrici underskrivit beslutet från riksdagen i Söderköping den 22 (ska vara: 21) oktober 1595 är väl en förväxling med sonen Hans. Denne (”Johan:[es] Carol:[i] in Tuna”) skriver den 17 oktober 1595 i Söderköping under ett samfällt svar från riksrådet och ständerna till hertig Karl.
Carolus Henrici nämns i en försvarsskrift som den fängslade förre ärkebiskopen Abrahamus Andreae Angermannus författat om sin roll i det ”buller” som uppstod när kung Sigismund återkom till Sverige (Stegeborg) 1598 med en väpnad trupp för att återta makten från den självutnämnde riksföreståndaren hertig Karl. Falska rykten spreds om att kungens folk rövade, härjade och fördärvade hela Uppland och Västmanland. Detta beskrevs i en anonym skrift, en '”paskill”', som via avskrifter spreds till Bergslagen, Dalarna, Hälsingland och Medelpad och skapade mycket stor oro. ”Vilket brev alla med paskillen, sedan de för landet vore läsne, prosten i Medelpad herr Carl i Tuna upptog och sände mig tillhanda”. Ärkebiskopen lät till svar sända förmaningar till Norrland att de skulle hålla sig lugna, hävdade han själv i efterhand. Men denna skrivelse till norrlänningarna och dess formuleringar till stöd för Sigismund var en av huvudanledningarna till att ärkebiskopen 1598 suspenderades.

## Familj
Uppgifterna om Carolus Henrici familj, som de återges hos Bygdén, är mycket detaljerade, med exakta födelsedatum för de fjorton barnen, och måste väl ursprungligen ha funnits i en familjebibel eller liknande. Han var första gången gift med en Helga, som dog i Gävle den 23 mars 1561. Han gifte sig andra gången den 22 juni 1562 med Barbro Stigsdotter, dotter till kyrkoherden i Bergsjö pastorat i norra Hälsingland Stigo Gudmundi. Barbro avled i Runsvik i Tuna år 1600.

### Barn, barnbarn och namnet Bröms
Åtminstone två av hans barn och elva barnbarn – två sonsöner och nio dottersöner (via tre döttrar) – kan beläggas med tillnamnet Bröms (som betecknar stickflugan broms), ett namn han själv inte skrev sig med i samtida källor; få präster använde tillnamn på 1500-talet. Namnet återgår troligen ändå på honom, kanske som en i början informell beteckning på familjen, liksom var fallet med Bureätten och Sursillsläkten från Västerbotten på 1500-talet. Flera av ättlingarna kallar på 1600-talet medlemmar av de andra släktgrenarna för ”släktingar”. De vid 1500-talets slut i Gästrikland, Hälsingland, Medelpad och Ångermanland ovanliga dopnamnen Karl, Elias och Isak, som återkommer bland Carolus Henricis barn, barnbarn och barnbarnsbarn, bekräftar ytterligare släktskapen bland de olika släktgrenarna.
Namnet Bröms upptogs genom åtminstone följande barn till Carolus Henrici:
- (1) Sonen Johannes Caroli Bröms, född 1554 och död 1655, efterträdde fadern som kyrkoherde i Tuna 1601, blev liksom denne landsprost (åtminstone från år 1611) och var 1644 riksdagsman. Dennes son i sin tur, Carolus Johannis Bröms, efterträdde honom som kyrkoherde i Tuna år 1633 och var 1649 riksdagsman.
- (1) Dottern Catharina (Karin) Karlsdotter, född 1557, gifte sig med kyrkoherden i Ockelbo i Gästrikland Sveno Johannis. Deras son Johannes (Hans) Svenonis Bröms, kyrkoherde i Ockelbo, blev far till livläkaren (arkiatern) Sven Bröms.
- (1) Dottern Elin, född 1558, var sannolikt mor till kyrkoherden i Forsa-Högs pastorat Isaacus Erici Bröms (död 1648) och befallningsmannen i Ångermanland och Hälsingland Anders Eriksson Bröms.
- (2) Dottern Elisabet Karlsdotter, född 1566, blev 1592 gift med kyrkoherden i Segersta-Hanebo pastorat i Hälsingland Petrus Erici. Deras son, assessorn i Svea hovrätt Erik Bröms, adlades Rosenhielm. (Uppgiften i Bygdéns herdaminne att Carolus Henricis dotter Elisabet var gift med Martinus Laurentii, åren 1563—1610 kyrkoherde i Torps församling i Medelpad,[9] är felaktig.)[10]